# 네쿠
마누에우 누니스(Manoel Nunes)는 네쿠(Neco)라는 이름으로 알려진 브라질의 축구 선수이다. SC 코린치앙스에서 17년 동안 뛰어 역사상 가장 오랫동안 코린치앙스에서 뛴 선수이다.

## 주요 경력
- 1919년, 1922년 남미 축구 선수권 대회 우승
- 1919년 남미축구선수권대회 최다 득점 선수
- 파울리스타 리그(상파울루주 리그) 우승: 1914, 1916, 1922, 1923, 1924, 1928, 1929, 1930 (선수) 1937(감독)
- 파울리스타 리그 최다 득점 선수 : 1914, 1920